# Основ'янський район
Основ'янський райо́н (до 17 травня 2016 — Червонозаводський) — адміністративний район міста Харкова. Межує з Холодногірським районом на заході, з Шевченківським, Київським та Салтівським на півночі, зі Слобідським на сході, на півдні з ХОАД. Площа району — 45,54 км², чисельність населення — 93 тисячі осіб. 

## Історія
26 січня 1919 року було утворено великий Петінсько-Журавлівський район (через 23 дні після встановлення Радянської влади у місті Харкові, яке стало столицею Радянської України. Сюди переїхав уряд республіки та ЦК КП(б)У).
Початкову назву району утворено за місцевостями, що увійшли до його складу: вулиці Петинської (нині Плеханівської, промислова зона та район міста Петинка) та району міста Журавлівка (малоповерхова житлова зона). З моменту утворення кордону району неодноразово коригувалися, переважно у бік зменшення. Також сам район зрушувався, зменшуючись зі сходу міста на південь, де зараз і знаходиться.
У вересні 1924 року район, виділений зі складу Петінсько-Журавлівського (з 1957 — Київського), отримав назву «Червонозаводський» (українською мовою), а російською мовою — «Краснозаводской» або «Краснозаводский». Ця назва була дана, оскільки спочатку до складу району входили території найбільших заводів міста, націоналізованих після «червоної» революції 1917 року, зокрема територія харківського паровозобудівного заводу імені Комінтерну — найбільшого заводу міста (нині завод транспортного машинобудування імені Малишева). Пізніше територія заводу перейшла у Комінтернівський район міста.
У 1940 році з передачею території Харківського паровозобудівного заводу імені Комінтерну, який на той момент знаходився на території Червонозаводського району, у новостворений Комінтернівський район, названий іменем цього заводу, територія Червонозаводського району зменшилася. Зменшення площі району відбувалося в міру виділення з раніше наявних — нових районів міста. Ще з часів Союзу РСР у різних друкованих джерелах у російській передачі використовуються різні за звучанням форми назви району: Краснозаводский, Червонозаводской и Червонозаводский.
1963 року до складу району було включено селище міського типу Жихор.
З 1974 року в російській мові було офіційно закріплено українізоване звучання назви району — «Червонозаводский», під яким він і значився на сайтах Харківської міської та Червонозаводської районної ради.
17 травня 2016 року, згідно з розпорядженням голови Харківської обласної державної адміністрації, район зазнав декомунізації і був перейменований на Основ'янський. Назву дано по залізничному вузлу «Основа», що знаходиться на його території, і району його забудови Нова Основа. При цьому історична Основа є частиною Новобаварського району (колишнього Жовтневого).

## Промисловість і торгівля
У районі працюють 68 промислових підприємств, серед яких є великий спектр підприємств у різних галузях: від машинобудування до харчової і легкої промисловості. Крім того, є 11 транспортних підприємств, що забезпечують логістичні потреби району, а також 23 будівельні організації, які займаються інфраструктурними проектами.
У сфері торгівлі район має добре розвинену мережу: понад 300 магазинів, два торговельні майданчики, два торговельних комплекси, а також 115 підприємств громадського харчування. Кількість кіосків у районі досягає 187, а також є 14 літніх майданчиків із кафе. Сфера побутового обслуговування також добре представлена — працюють 192 підприємства цього напрямку.

## Освіта та наука
У районі функціонує 18 закладів дошкільної освіти, 10 закладів загальної середньої освіти, два заклади позашкільної освіти комунальної форми власності, п'ять приватних закладів: приватний ліцей «Онлайн-школа "Альтернатива"», Харківська приватна початкова школа «Школа радості», Харківський приватний заклад загальної середньої освіти «Новатор. Свідома школа», приватний дошкільний навчальний заклад Центр розвитку дитини «Маленька країна» та Харківський приватний заклад дошкільної освіти (ясла-садок) «Childrens Land».
Контингент учнів шкіл складає 7 948 школярів,  відкрито 304 класи (у 2023/2024 навчальному році — 318 кл.). Кількість учнів в школах в порівнянні з минулим навчальним роком зменшилася на 745 учнів. Середня наповнюваність класів – 26,12 уч. / кл (у минулому навчальному році – 27,7 уч. / кл.).
Мережа позашкільних закладів становить: ЦДЮТ № 7 – 137 гр., 2556 уч., КДЮСШ № 9 – 142 гр., 1545 уч., що складаэ 72% від загальної кількості учнів шкіл. Це, як і в минулому році, один з кращих показників по місту Харкову.

## Культура та туризм
Близько трьох тисяч вихованців відвідують дві школи естетичного виховання, а також дитячо-юнацьку спортивну школу. Для активного дозвілля дітей і підлітків у 12 клубах за місцем проживання займаються понад 700 осіб.
Для задоволення культурних потреб мешканців працюють районний Палац культури та районний Будинок культури. Крім того, існує Центр дитячої та юнацької творчості, який пропонує безліч гуртків та секцій для розвитку молоді. Центральна бібліотека району, яка є частиною централізованої бібліотечної системи, керує мережею восьми бібліотек, що забезпечують доступ до широкого спектра літератури та культурних програм.

## Охорона здоров'я
Система охорони здоров'я представлена трьома лікарнями, стоматологічною поліклінікою, дитячим багатопрофільним санаторієм та пологовим будинком №7.

## Житлове господарство
Житловий фонд району налічує 1 206 будинків, що складають основну частину житлового фонду. Кількість вулиць, проспектів, провулків та площ у районі, — 376.